# Трускавецьводоканал
ТзОВ «Трускавецьводоканал» — підприємство, що здійснює водопостачання та водовідведення міста Трускавця. На балансі ТзОВ «Трускавецьводоканал» знаходиться ставок Слониця, який використовується для забезпечення мешканців міста Трускавця питною водою. Загальна довжина водогінної мережі «Трускавецьводоканалу» складає 64,8 км, та охоплює 95% міста. Корисна подача води на комунально-побутові потреби, у розрахунку на одного мешканця, складає 210 л/добу. Загальне водовідведення складає 15100 м³/добу, з них від житлової забудови — 8349 м³/добу та 6751 м³/добу від решти об’єктів міста. Протяжність каналізаційної мережі складає 54 км. Роздільною системою каналізації охоплено понад 80 % міської забудови.

## Історія
У 2004 році, за час каденції Лева Грицака, міське комунальне водопостачальне підприємство «Трускавецький водоканал» було реорганізоване у ТзОВ «Трускавецьводоканал», у якому 51% є власністю міської ради, а 49% — «Альфи-Плюс». Керівником ТзОВ «Трускавецькводоканалу» став рідний брат директора «Альфи-плюс» Віктора Возняка – Володимир Франкович Возняк. 
У 2007 році ТзОВ «Трускавецькводоканал» створило ТзОВ «Стебникводоканал», для використання Стебниківського водосховища поблизу села Доброгостів, щоб поліпшити забезпечення водою міста Трускавець.
Починаючи з 2013 року ТзОВ «Трускавецьводоканал» заліз у борги перед КП «Дрогобичводоканал». Впродовж більш ніж трьох років борг коливався в межах 8-15 мільйонів гривень. Станом на 2017 рік сума заборгованості сягала 15 мільйонів. Через фінансовий стан підприємства відбулась зміна керівника, генерального директора підприємства Володимира Возняка відсторонили від керівництва, а на його місце було призначено Віктора Марченка. Окрім гендиректора, на підприємстві повернулась посада виконачого директора, яку обійняв депутат Мирослав Мицько. У 2018 році сума заборгованості перед КП «Дрогобичводоканал» становила 12 млн. 790 тис. грн.